# Halil Bárcena
Halil Bárcena (Renedo, Cantàbria, 1962) és un islamòleg, especialitzat en la saviesa del sufisme islàmic i, més concretament, en l'obra del savi i poeta sufí persa del segle XIII Mawlānā Ğalāl al-Dīn Rūmī. Doctor en filologia àrab per la Universitat de Barcelona, amb una tesi doctoral dedicada, precisament, al simbolisme del ney (flauta sufí de canya) en el sufisme de Mawlānā Rūmī.
Igualment, és llicenciat en ciències de la informació, diplomat en llengua àrab i màster en estudis euro-àrabs. Ha realitzat estudis islàmics i de filologia àrab al Marroc, Jordània, el Líban i Síria.
Intèrpret de ney (flauta sufí de canya), ha realitzat estudis de musicologia turca, així com de cal·ligrafia islàmica, a Istanbul. Conferenciant habitual, col·labora com professor amb diferents institucions acadèmiques tant espanyoles com d'Amèrica llatina.
Ha publicat diferents llibres al voltant del sufisme islàmic. Com a traductor, ha traduït poesia sufí àrab (Manṣūr Ḥallāğ) i persa (Mawlānā Ğalāl al-Dīn Rūmī), tant al català com al castellà. Té dos contes il·lustrats adreçats al públic infantil. És col·laborador habitual de distintes publicacions.
L'any 1998, funda l'Institut d'Estudis Sufís de Barcelona, centre que dirigeix des d'aleshores.

## Obres
- El sufisme (Fragmenta Editorial, 2008), ISBN 978-84-92416-09-7 (versió en castellà, Sufismo, Fragmenta Editorial, 2012, ISBN 978-84-92416-55-4)
- (amb Marià Corbí) Jesús de Nazaret, el mito y el sabio. Una lectura del Evangelio de Juan desde una espiritualidad laica y desde el sufismo (Verloc, 2010). ISBN 978-8493773724
- Perlas sufíes. Saber y sabor de Mevlânâ Rûmî (Herder 2015), ISBN 9788425434365
- (amb Mariona Cabassa) Històries de Nasrudín, (Fragmenta Editorial, 2015), ISBN 978-84-15518-18-1 (edició simultània en català, castellà i portuguès
- Olga Fajardo comp. (2018). La experiencia contemplativa en la mística, la filosofía y el arte. Kairós ISBN 978-84-9988-545-2
- (amb Laura Borràs Dalmau) A les fosques, (Akiara Books, 2020) ISBN 978-84-17440-60-2 (edició simultània també en castellà i en portuguès).

. Rûmî. Alquimista del corazón, maestro de derviches (Herder Editorial, 2024).

## Traduccions
- Hal·lāg, Dīwān, (Fragmenta Editorial, 2010), edició bilingüe àrab-català cal·ligrafiada a mà per ell mateix. ISBN 978-84-92416-30-1 (versió àrab-castellà, Fragmenta Editorial, 2021, ISBN 978-84-17796-48-8)